# Sarvisé
Sarvisé (en aragonais : Saruisé) est un village de la province de Huesca, situé à environ deux kilomètres au sud de Broto, à laquelle il est rattaché administrativement, à 886 mètres d'altitude. 
Le village est mentionné pour la première fois dans des sources écrites en 1050, sous le nom de Sarbisse. Le marquis de Sarvisé était le propriétaire de la localité jusqu'à la fin du XVIe siècle, date à laquelle il vend les terres aux habitants pour une somme correspondant à 15 000 journées de travail. Le village subit des destructions importantes pendant la Guerre civile espagnole (bataille de la poche de Bielsa), notamment l'église (reconstruite ultérieurement) et le conjurador voisin.
L'église du village, de style roman, est dédiée à la Nativité de Marie. Le village compte également trois chapelles dédiées respectivement à saint Blaise (fête patronale le 3 février), saint Georges (fête patronale le 23 avril) et saint Christophe (fête patronale le 10 juillet). 